# Trachelorhachis rivicola
Trachelorhachis rivicola är en mångfotingart som beskrevs av Filippo Silvestri 1898. Trachelorhachis rivicola ingår i släktet Trachelorhachis och familjen Aphelidesmidae. Inga underarter finns listade i Catalogue of Life.